# Courchevel
Courchevel es una estación de esquí situada en los Alpes franceses, en el valle de Tarentaise, Saboya, región de Auvernia-Ródano-Alpes. Forma parte de Les Trois Vallées (Los Tres Valles, en español), el dominio esquiable más grande del mundo, con más de 600 kilómetros de pistas de esquí conectadas entre sí.
Courchevel se divide en Courchevel 1300 (Le Praz), Courchevel 1550, Courchevel 1650 (Moriond) y Courchevel 1850, cuyos nombres significan su altura en metros respecto al nivel del mar, exceptuando Courchevel 1850 cuya altura real son 1747 metros.

## Aeropuerto
Courchevel dispone un aeropuerto situado en lo más alto de Courchevel 1850, con una pista de aterrizaje muy corta (537 metros), únicamente frecuentada por aviones STOL como el Dash 8. Es un aeropuerto con una aproximación muy difícil ya que no tiene ILS. Suele ser frecuentado por esquiadores que van a disfrutar las pistas de esquí.

## Patrimonio arquitectónico
Courchevel es la única estación invernal francesa en poseer seis construcciones inscritas como monumento histórico de Francia. Cinco de ellas forman parte de las construcciones más destacables de la arquitectura del siglo XX en montaña.
- Chalet Joliot-Curie
- Chalet Lang
- Chalet Le Petit Navire
- Chapelle Nôtre-Dame de L’Assomption
- Grenier-Mazot La Goupille

- Datos: Q290817
- Multimedia: Courchevel / Q290817